# Южный Иныльчек
Ю́жный Иныльче́к (Ю́жный Энгильче́к; кирг. Түштүк Эңилчек) — долинный древовидный ледник в Центральном Тянь-Шане в Кыргызстане, в верховье реки Иныльчек, левого притока Сарыджаза.

## Общая информация
Южный Иныльчек — самый крупный ледник на Тянь-Шане. Длина его составляет 60,5 км, площадь — 567,2 км². Ледник начинается в огромных циркообразных фирновых бассейнах на высоте до 7440 м. Язык ледника, длина которого 43,2 км при средней ширине 2,2 км, спускается до 2800 м со средним уклоном поверхности около 2°. При этом с обеих сторон принимает 78 больших и малых ледников-притоков. Толщина льда на главном стволе достигает 150—200 м, фирновая линия лежит на высоте 4580 м. Нижние 14 км языка покрыты мореной.

## Топографические карты
- Лист карты K-44-64 перевал Тюз. Масштаб: 1 : 100 000. Состояние местности на 1976 год. Издание 1991 г.
- Лист карты K-44-65 пик Победы. Масштаб: 1 : 100 000. Указать дату выпуска/состояния местности.